# NGC 6619
NGC 6619 (również PGC 61721 lub UGC 11200) – galaktyka eliptyczna (E), znajdująca się w gwiazdozbiorze Herkulesa. Odkrył ją Albert Marth 6 czerwca 1864 roku.
W galaktyce tej zaobserwowano supernową SN 2012dz.